# Alvin and the Chipmunks
Alvin and the Chipmunks (en español: Alvin y las ardillas)  es una banda musical ficticia, ganadora cinco veces de los premios Grammy, creada por Ross Bagdasarian Sr. en 1958. El grupo está formado por tres ardillas cantantes posteriormente adaptados a dibujos animados: la estrella del grupo, Alvin, el que causa los problemas; Simón el intelectual alto y corto de vista;y Theodore , el gordito sentimental y más tierno de los tres. El trío es representado por su «padre» humano: David Seville. En realidad, David Seville era el seudónimo de Bagdasarian, y las ardillas mismas fueron nombradas por los nombres de los ejecutivos de su compañía discográfica original: Alvin Bennett (el presidente), Simon Waronker (el fundador y propietario) y Theodore Keep (el ingeniero jefe).
El grupo comenzó con grabaciones que aparecieron por primera vez bajo el nombre de David Seville and the Chipmunks. Para hacer shows en vivo, como en el programa de Ed Sullivan, Bagdasarian manejaba a las ardillas como marionetas y se hacía llamar "David Seville". Los personajes fueron un éxito sin precedentes, y las ardillas cantantes y su representante aparecieron en una serie de dibujos animados para la televisión y posteriormente en películas. 
Las voces del grupo eran grabadas en su totalidad por Bagdasarian, quien luego las modificaba para que sonaran más agudas. Este proceso no era nuevo para Bagdasarian, pero sí para el resto de la gente, lo que lo llevó a ganar dos premios Grammy por trabajos de ingeniería musical. A pesar de que los personajes son ficticios, lanzaron verdaderos álbumes y sencillos, e incluso, su canción "The Chipmunk Song (Christmas Don't Be Late)" fue número uno en los rankings de Estados Unidos en 1958. Desde el fallecimiento de Ross Bagdasarian, Sr., el 16 de enero de 1972, las voces de los personajes han sido grabadas por su hijo Ross Bagdasarian, Jr. (cómo Alvin, Simon y David Seville) y la esposa de su hijo Janice Karman (cómo Theodore y las Chipettes), en todas las oportunidades siguientes, excepto en las películas de acción en vivo dónde las voces de las ardillas fueron grabadas por Justin Long, Matthew Gray Gubler y Jesse McCartney cómo Alvin, Simon y Theodore respectivamente, aunque Bagdasarian Jr. y Karman aún interpretan a los personajes cuándo cantan.

## Historia

### The Witch Doctor
A principios de 1958, Bagdasarian compuso una canción para niños sobre su mala suerte en el amor hasta que conoció a un doctor con poderes mágicos, quien le dijo las "palabras mágicas" para conquistar a su chica. La canción en su totalidad fue hecha por Bagdasarian con su voz normal, excepto por las "palabras mágicas", transformadas electrónicamente. Las palabras, por supuesto, no tienen sentido: "Oo-ee, oo-ah-ah, ting-tang, walla-walla, bing-bang". La canción fue un éxito, y llegó a estar en el primer puesto de los rankings estadounidenses. A pesar de que en ningún momento de la canción se hace referencia a las ardillas, ésta fue incluida en los compilados de canciones de los Chipmunks. (Bagdasarian después grabó una versión de "Witch Doctor", la cual apareció en el segundo álbum de los Chipmunks álbum, Sing Again With The Chipmunks, de 1960). En 1999, la canción fue interpretada por una banda llamada The Cartoons.

### The Chipmunk Song
La primera vez que The Chipmunks aparecieron oficialmente fue en una canción infantil lanzada por Badgasarian en el otoño de 1958. La canción presentó las habilidades musicales del trío de ardillas computarizadas. Una frase del coro de la canción, cantada por Alvin, lo muestra deseando un hula hula, el juguete de moda. La canción fue un éxito, vendiendo más de cuatro millones de copias en siete semanas, y lanzó definitivamente la carrera del grupo. Pasó cuatro semanas como puesto número uno en los rankings de Estados Unidos, desde el 27 de diciembre de 1962 hasta el 19 de enero de 1963. Además, ganó tres premios Grammy y una nominación para la Canción del Año. En el pico de su popularidad, Bagdasarian y tres marionetas de ardillas aparecieron en el programa de The Ed Sullivan Show, cantando la canción.

### The Alvin Show
La primera serie de televisión que tuvo como personajes a las ardillas fue The Alvin Show. La caricatura les dio personalidades más definidas a los tres personajes principales y, además, la animación de Dave Seville era una imitación muy fiel del mismo Bagdasarian. La serie duró desde 1961 a 1962, y fue una de las pocas series animadas emitidas en el prime time de la señal CBS. Su éxito no fue inmediato, por lo que la serie fue cancelada luego de una temporada, solo para volver a ser emitida en 1981.
Además de las caricaturas de Alvin, la serie tenía como personaje al científico Clyde Crashcup y a su asistente Leonardo. Éstos personajes no aparecieron en ninguna de las series posteriores. Crashcup solo apareció brevemente en A Chipmunk Christmas, y en un episodio de la serie principal de Alvin and the Chipmunks.
La primera serie de televisión fue producida por Format Films para Bagdasarian Film Corporation. A pesar de que el programa se emitía en blanco y negro, fue producida y emitida posteriormente en color. En total, se emitieron 26 episodios de Alvin and the Chipmunks y de los segmentos de Clyde Crashcup, junto con otros 52 musicales.

### A Chipmunk Christmas
El último álbum de los Chipmunks con sus voces originales, The Chipmunks Go To The Movies, fue lanzado a la venta en 1969. Después del fallecimiento de Ross Bagdasarian en 1972, producido por un ataque cardíaco, la carrera de The Chipmunks se estancó, hasta que la señal NBC mostró interés en el programa original y, tras una broma hecha por un DJ en una estación de radio de Philadelfia en 1980 , Excelsior Records produjo un nuevo álbum con nuevas canciones de los Chipmunks. El nuevo álbum, Chipmunk Punk, fue compuesto y grabado por el hijo de Bagdasarian, Ross Bagdasarian Jr. Este disco y las nuevas emisiones de la serie fueron lo suficientemente populares para grabar nuevos discos y realizar una nueva producción televisiva, y en 1981, los Chipmunks y Seville regresaron a la televisión en el especial de Navidad, producido por Chuck Jones, la cual fue estrenada el día 14 de diciembre de ese año.

### Alvin y las ardillas(1983-actualidad)
En 1983 se estrenó la segunda serie de animación, producida por Ruby-Spears. Titulada simplemente Alvin and the Chipmunks (Alvin y las ardillas), el programa era muy parecido al original Alvin Show, pero esta emisión tuvo más éxito que la anterior, y se grabaron ocho temporadas, hasta el año 1990. En la primera temporada se presentó en el programa a The Chipettes (en español llamadas las Arditas), la versión femenina de los Chipmunks: Brittany, Jeanette, y Eleanor, con su propio guardián humano, la señorita Beatrice Miller (quien apareció en la temporada de 1986). Los Chipmunks incluso aparecieron en campañas publicitarias de la NBC, cantando su canción Let's All Be There. Después de 1988, el programa cambió su nombre a The Chipmunks, para indicar que ahora había dos grupos de ardillas. El show reflejó hechos que pasaban por esos momentos y momentos históricos de la cultura pop; los Chipmunks cantaban éxitos recientes, y usaban ropa moderna. Un episodio "documental" hacía una parodia del comentario que hizo John Lennon en 1966, sobre que los Beatles se habían convertido en "más grandes que Jesús", pero diciendo que los Chipmunks estaban siendo "más grandes que Mickey Mouse".
En 1987, durante la quinta temporada del programa en televisión, los Chipmunks tuvieron su primera película animada, The Chipmunk Adventure, dirigida por Janice Karman y lanzada a los teatros por la compañía Samuel Goldwyn. La película mostraba a los Chipmunks y a las Chipettes en un concurso, viajando alrededor del mundo. 
En la temporada de 1988–89, la producción del programa pasó a estar a cargo de DiC Entertainment, al mismo tiempo en que los Chipmunks pasaban a tomar una forma más humana (incluyendo sus ojos, ahora azules). En 1990, el show volvió a cambiar su nombre: fue renombrado como The Chipmunks Go to the Movies. Cada episodio de la temporada era una parodia de una película de Hollywood, como Back to the Future, King Kong, y otras. Además, fueron lanzados otros especiales de televisión con las ardillas como personajes. Cuando finalizó la octava temporada, el programa fue cancelado. 
En 1990, fue producido un documental sobre el programa, titulado Alvin and the Chipmunks/Cinco Décadas con las Ardillas. Ese año, los Chipmunks también aparecieron, por primera y única vez, junto a otras caricaturas, como Bugs Bunny y Garfield, en un programa especial para evitar el consumo de drogas titulado Cartoon All-Stars to the Rescue.

### Películas para TV de los Chipmunks
En 1996, los derechos de los personajes fueron comprados por Universal Studios. Esto dio como resultado la reaparición de las ardillas en una película para TV, lanzada en 1999, llamada Alvin y las Ardillas conocen a Frankenstein. La película fue lo suficientemente exitosa para grabar una secuela, y en el 2000, apareció Alvin y las Ardillas conocen al Hombre Lobo. Las dos películas tenían a los mismos personajes que en la segunda versión de la serie, además de tener una temática muy similar.

### Little Alvin and the Mini-Munks
Una película llamada El pequeño Alvin y las Mini-Ardillas fue lanzada el 27 de abril de 2004. En lugar de ser animada, presenta las ardillas como marionetas. En la película, cuando Dave (Ross Bagdasarian, Jr.) se va de la ciudad, deja a las ardillas a cargo de Lalu (Janice Karman), una amiga, quien se pone feliz al tener a seis pequeños con ella. Lalu vive en una ciudad mágica con Gilda (una cacatúa parlante), y PC (un sapo parlante, que piensa que, cuando lo besen, será un príncipe azul). En la casa de Lalul, los niños aprenden lo que es la separación, los celos, el decir la verdad, a compartir, y otras lecciones. La película fue dirigida y coescrita por Jerry Rees, quien también hizo los efectos especiales y grabó la voz de dos personajes.

## Nuevas producciones
En el 2000, Bagdasarian Productions disolvió el contrato con Universal Studios, debido a que ellos incumplieron lo pactado de hacer una película para cine y una nueva serie de televisión, y así poder recuperar el control sobre los personajes de Alvin y las Ardillas. 
En 2004, Twentieth Century Fox, Regency Enterprises y Bagdasarian Productions anunciaron la realización de una película sobre el popular grupo musical y sobre la serie The Alvin Show. La nueva película, Alvin and the Chipmunks, dirigida por Tim Hill y con Jason Lee como David Seville, fue estrenada el 14 de diciembre de 2007. Aunque recibió muchas críticas negativas, la película recaudó más de 210 millones de dólares en Norteamérica y un total de $330 millones en el mundo. Ha sido seguida por tres secuelas: The Squeakquel en 2009, Chipwrecked en 2011 y The Road Chip en 2015, que también fueron éxitos en taquilla a pesar de que también tuvieron malas críticas.
En 2006, Bagdasarian Productions demandó a Thomas Lee, el creador de la canción Chipmunkz Gangsta Rap, una parodia creada por Bentframe. El proceso legal todavía está vigente.

### Serie de televisión (2015-presente)
En 2015 se estrenó una continuación franco-estadounidense de las serie de televisión, ALVINNN!!!! y las ardillas. Esta nueva serie mantiene el planteamiento argumental de la original, aunque cambia su estética. Su animación es en 3D, y los personajes de las ardillas tienen un aspecto más humanizado, tienen una apariencia más de niño y su tamaño relativo es mayor que en la serie original.

## Personajes

### Alvin Seville
Alvin es el protagonista principal así como el líder de las ardillas; es el mayor de los hermanos.
Alvin un ser muy emocional, carismático, lleno de entusiasmo y de ideas disparatadas. Además, es arrogante, egoísta, salvaje, impulsivo, encantador, musical. El color favorito de Alvin es el rojo, y tiene ojos color dorado pero azules en la serie original. Sabe tocar la guitarra, el piano y la armónica.
Alvin parece ser bastante atractivo, ya que ha demostrado la capacidad enamorar a varias chicas en la serie, y es bastante consciente de esto, pero lo que no hace es demostrarle a su contraparte Brittany de las arditas lo que siente por ella. Aunque él no quiera admitirlo, ama a Brittany. Es muy aventurero, lo que unido a su capacidad para pensar creativamente y solucionar los problemas de manera poco ortodoxa sobre la marcha y su legendaria buena suerte le hace ser una fuente constante de frustración para todos sus rivales (y a menudo de sus amigos y familiares). El proclama ser el "divertido" y el "asombroso" de las ardillas y al igual que Brittany ama tener la razón y ser el centro de atención en todo. A pesar de ser el hermano mayor Alvin se demuestra inmaduro a diferencia de Simón y constantemente se está metiendo en problemas lo que causa la impaciencia de Dave gritando: ¡¡¡ALVIIINNNN!!.

### Simón  Seville
Simón es muy inteligente, responsable, sarcástico, audaz y muy carismático. Ama mucho a Alvin y a Theodore, y es capaz de hacer cualquier cosa por ellos. Le gusta pasar tiempo con Dave y también siente gusto por las matemáticas. Su color característico es el azul y sus ojos son azul gris y sabe tocar el bajo y el piano. Es el más alto del grupo y es el cerebro del trío. Además, siente fuertes sentimientos por Jeanette de las Chipettes aunque ambos son muy tímidos cuando están en presencia. Pero a pesar de su timidez Simón demuestra estar atento y preocupado por ella .

### Teodoro Seville
Es el más inocente del grupo. Es tímido, sensible, confiable, ingenuo y dulce. En síntesis, es un blanco fácil para ser manipulado por Alvin o los abusones. Teodoro a menudo actúa solo porque sus hermanos lo hacen. A menudo tiene ataques de hambre, y siempre quiere estar comiendo. Su color característico es el verde, y tiene ojos del mismo color. Sabe tocar la batería. A veces toca el piano y a veces la flauta. Él se lleva muy bien con Eleanor y disfruta mucho de su compañía.

### Dave Seville
Como cualquier padre soltero que debe criar a tres hijos, que son ardillas hiperactivas, Dave tiene su paciencia probada en dosis mínimas. Además de ser el que escribe las canciones para el grupo, es el padre y el confidente de las ardillas. Mientras Dave trata de mantenerse calmado y objetivo, Alvin lo hace perder la paciencia en muchas ocasiones pero siempre termina perdonando o casi a Alvin.

### Brittany Miller
Es la contraparte femenina de Alvin, es la líder y la cantante principal de las arditas, al igual que Alvin ella es la mayor de sus hermanas.
Brittany es una chica femenina, descarada, competitiva, vanidosa, egoísta y atrevida al igual que una diva, pero en el fondo ella ama profundamente a sus hermanas y siempre está dispuesta a defenderlas. Tiene una pasión por la moda, ama ir de compras y su color favorito es el rosa, odia el color verde o cualquier otro color que no sea femenino. Al igual que Alvin, Brittany ama ser el centro de atención y a menudo se molesta cuando no es la estrella del espectáculo. Generalmente Brittany se preocupa más por su apariencia que por los demás y odia ensuciarse al igual que ella proclama ser la "bonita" de las arditas.
Pero a pesar de su actitud Brittany en el fondo tiene un corazón de oro ya que es capaz de reconocer sus errores (a excepción de "The Chipmunk Adventure") y pedir disculpas. Alvin y ella tienen una relación abierta y amorosa como Teodoro con Eleanor, pero al tener las mismas personalidades ambos pasan el tiempo peleando, molestándose, gritándose, apostando y tratar de probar que el otro está equivocado aunque al final del día se aman.

### Jeanette Miller
Es la contraparte femenina de Simón y la segunda nacida de las arditas, es alta e inteligente, pero a diferencia de Simón ella es dulce, amable, bondadosa y tímida a veces llegando a ser ingenua. Ella no viste a la moda y tiene claro que las apariencias no lo son todo y a comparación de Brittany y Eleanor, Jeanette no es muy abierta con los demás y tiene dificultades para decir lo que piensa o para defenderse. Su color favorito es el morado con el azul y también le encanta leer y escribir. Jeanette se lleva bien con Simón, pero ambos son muy tímidos ya que a diferencia de Alvin con Brittany y Teodoro con Eleanor, ellos son la pareja más cerrada en el sentido que no abren sus sentimientos con el otro.

### Eleanor Miller
Es parcialmente la contraparte femenina de Teodoro y el interés romántico de Moisés, ya que, a diferencia de él, Eleanor es maternal, atlética, organizada, terca y segura de sí misma. Así como Simón lo es con Alvin, ella hace que Brittany reconozca sus errores y no teme en decir lo que piensa. A diferencia de Brittany y Jeanette, Eleanor es una chica masculina ya que sus gustos van más hacia ese lado, también es apasionada al deporte siendo el fútbol su favorito demostrándose siempre activa. Al igual que Teodoro le encanta cocinar y comer, le gusta el color verde primavera y a pesar de que no le importe la moda viste bien. Ella y Teodoro tienen una relación estrecha, ya que ambos son abiertos con el otro y no suelen pelear. 

## Imitaciones
Mientras la serie iba siendo preparada para su lanzamiento, una imitación, las Nutty Squirrels, apareció como competencia, pero tuvo menos éxito, a pesar de ser muy similares.
El músico chicano, Lalo Guerrero, creó la versión mexicana conocida como Las ardillitas de Lalo Guerrero. Pánfilo es la versión mexicana de Alvin, Demetrio es la versión mexicana de Simon y Anacleto es la versión mexicana de Theodore.

## Discografía

### Álbumes
- 1958 – Let's All Sing with the Chipmunks (Liberty LRP-3132 mono/LST-7132 stéreo)
- 1959 – Sing Again With the Chipmunks (Liberty LRP-3159 mono/LST-7159 stéreo)
- 1960 – Around the World with the Chipmunks (Liberty LRP-3170 mono/LST-7170 stéreo)
- 1961 – The Alvin Show (Liberty LRP-3209 mono/LST-7209 electronic stéreo)
- 1962 – The Chipmunk Songbook (Liberty LRP-3229 mono/LST-7229 stéreo)

– Christmas with the Chipmunks (Liberty LRP-3256 mono/LST-7256 stéreo)
- 1963 – Christmas with the Chipmunks, Vol. 2 (Liberty LRP-3334 mono/LST-7334 stéreo)
- 1964 – The Chipmunks sing the Beatles Hits (Liberty LRP-3388 mono/LST-7388 stéreo)
- 1965 – The Chipmunks Sing with Children (Liberty LRP-3405 mono/LST-7405 stéreo)

– Chipmunks à Go-Go (Liberty LRP-3424 mono/LST-7424 stéreo)
- 1968 – The Chipmunks See Doctor Dolittle (Sunset M-1300 mono/S-5300 stéreo)
- 1969 – The Chipmunks Go to the Movies (Sunset S-5312 stéreo)
- 1975 – The Very Best of The Chipmunks
- 1980 – Chipmunk Punk
- 1981 – A Chipmunk Christmas

– Urban Chipmunk
- 1982 – Chipmunk Rock

– The Chipmunks Go Hollywood
- 1984 – Songs From Our TV Shows
- 1987 – The Chipmunk Adventure
- 1988 – Solid Gold Chipmunks: 30th Anniversary Collection (Discográfica: Buena Vista Records)

– The Chipmunks and The Chipettes - Born to Rock (Discográfica: Quality Special Products, RSP 164)
- 1990 – Rockin' Through the Decades
- 1991 – The Chipmunks Rock The House (Discográfica: Quality Special Products, RSP 213)
- 1992 – Chipmunks in Low Places (Discográfica: Sony Wonder, ASIN B0000028T3)

– Greatest Hits
- 1993 – The Alternative Alvin (Label: SST Records|SST, SST 226)

– Alvin's Christmas Carol
– Sing-Alongs
- 1994 – Here's Looking at Me!
- 1995 – Alvin's Daydreams

– Chipmunk Celebration
– Easter Chipmunk
– When You Wish Upon a Chipmunk
– A Very Merry Chipmunk
– The Very Best of The Chipmunks
- 1996 – Club Chipmunk: The Dance Mixes
- 1998 – The A-Files: Alien Songs
- 1999 – Alvin & The Chipmunks - Greatest Hits: Still Squeaky After All These Years (17 temas)
- 2003 – Merry Christmas from the Chipmunks
- 2004 – Little Alvin and the Mini-Munks
- 2007 – Alvin & The Chipmunks - Greatest Hits: Still Squeaky After All These Years (26 temas)

– Alvin and the Chipmunks: Original Motion Picture Soundtrack
– Christmas With The Chipmunks (25 temas)
- 2008 - Undeniable (14 Temas Incluyendo Un Remix de We're The Chipmunks y la versión Clásica)
- 2009 - Alvin and the Chipmunks: The Squeakquel: Original Motion Picture Soundtrack
- 2011 - Alvin and the Chipmunks: Chipwrecked: Music from the Motion Picture
- 2015 - We're The Chipmunks"
- 2015 - Alvin and the Chipmunks: The Road Chip: Original Motion Picture Soundtrack

Álbumes que llegaron a los rankings de Estados Unidos
| Álbumes                                                     | Ranking          | Posición | Año  |
| ----------------------------------------------------------- | ---------------- | -------- | ---- |
| Let's All Sing With the Chipmunks                           | EU Billboard 200 | 4        | 1960 |
| Sing Again With the Chipmunks                               | EU Billboard 200 | 31       | 1960 |
| Christmas With The Chipmunks                                | EU Billboard 200 | 84       | 1962 |
| Christmas With The Chipmunks, Vol. 2                        | EU Billboard 200 | 9        | 1963 |
| The Chipmunks Sing The Beatles Hits                         | EU Billboard 200 | 14       | 1964 |
| Chipmunk Punk                                               | EU Billboard 200 | 34       | 1980 |
| Urban Chipmunk                                              | EU Billboard 200 | 56       | 1981 |
| Chipmunk Rock                                               | EU Billboard 200 | 109      | 1982 |
| A Chipmunk Christmas                                        | EU Billboard 200 | 72       | 1982 |
| Chipmunks in Low Places                                     | EU Billboard 200 | 21       | 1992 |
| A Very Merry Chipmunk                                       | EU Billboard 200 | 147      | 1994 |
| Alvin and the Chipmunks: Original Motion Picture Soundtrack | EU Billboard 200 | 13*      | 2007 |

- *Indica que el álbum sigue formando parte de los rankings.

### Singles
- 1958: "Witch Doctor" (Liberty F-55132) (EU #1) (David Seville)
- 1958: "The Chipmunk Song" (Liberty F-55168) (EU #1)

(La primera canción de The Chipmunks. En su primer lanzamiento, se dice que el artista es "The Chipmunks, Alvin, Theodore & Simon, con la música de David Seville.")
- 1959: "Alvin's Harmonica" (Liberty F-55179) (EU #3)
- 1959: "Ragtime Cowboy Joe" (Liberty F-55200) (EU #16)
- 1959: "The Chipmunk Song" (Liberty F-55250) (Reissue)
- 1960: "Alvin's Orchestra" (Liberty F-55233) (EU #33) (B-side by David Seville)
- 1960: "Coming Round The Mountain" (Liberty F-55246)
- 1960: "Witch Doctor" (Chipmunks version)" (Liberty F-55272)
- 1960: "Alvin for President" (Liberty F-55277) (EU #95)
- 1960: "Rudolph The Red-Nosed Reindeer" (Liberty F-55289)
- 1962: "The Alvin Twist" (Liberty 55424)
- 1962: "America the Beautiful" (Liberty 55452)
- 1963: "Alvin's All Star Chipmunk Band" (Liberty 55544)
- 1963: "Eefin' Alvin"(Liberty 55632)
- 1963: "Wonderful Day" (Liberty 55635)
- 1964: "All My Loving" (Beatles cover)/(Liberty 55734)
- 1965: "Do-re-mi" (Liberty 55773)
- 1965: "I'm Henry VIII, I Am"(Liberty 55832)
- 1967: "Sorry About That, Herb" (Dot 16997)
- 1968: "Talk to the Animals" (Sunset 61002)
- 1968: "Chitty Chitty Bang Bang" (Sunset 61003)
- 1968: "The Chipmunk Song" (Liberty 56079)
- 1980: "You May Be Right"
- 1980: "Call Me"
- 1981: "On The Road Again"
- 1981: "I Love A Rainy Night"
- 1983: "We're The Chipmunks/Beat It" (Michael Jackson cover)
- 1990: "Jingle Bells Finale"
- 1993: "Achy Breaky Heart" (Billy Ray Cyrus cover; 45, 1993, Epic 74776) (#72 Billboard Hot Country Singles & Tracks)
- 1994: "I Don't Want To Be Alone For Christmas (Unless I'm Alone With You)"
- 1996: "Macarena"
- 2007: "The Chipmunk Song (Christmas Don't Be Late)" (2007 Version) (US #66)[Actualmente presente en los rankings]
- 2007: "Witch Doctor" (2007 Version) (EU #62) [Actualmente presente en los rankings]
- 2008: "Bad Day" (EU #67) [Actualmente presente en los rankings]
- 2008: "Funkytown" (EU #86) [Actualmente presente en los rankings]

## Premios y nominaciones
- En 1959, ganaron tres premios Grammy por Mejor Canción Para Niños, Mejor Performance de Comedia y Mejor Canción Electrónica por la canción "The Chipmunk Song." (también fue nominada para Canción del Año, pero no ganó.)
- En 1960, ganaron un premio Grammy Award por Mejor Canción Electrónica, por la canción "Alvin's Harmonica."
- En 1961, ganaron un premio Grammy por Mejor Álbum para Niños por el álbum Let's All Sing with the Chipmunks. (También estuvieron nominados para Mejor Canción Electrónica.)
- En 1962, fueron nuevamente nominados para el premio Grammy por Mejor Canción Electrónica Infantil.
- En 1963, fueron nominados por Mejor Álbum Electrónico por el álbum The Chipmunk Songbook.
- En 1966, fue nominado para los Grammy por la Mejor Canción para Niños por la canción "Supercalifragilisticexpialidocious".
- En 1985, fueron nominados para un premio Emmy, en la categoría "Programa Animado".
- En 1987, fueron nominados para los premios Emmy por la categoría "Programa Animado".
- En 1988, fueron nominados para los premios Young Artist en la categoría "Mejor Película Animada" por The Chipmunk Adventure.
- 2000, ganaron el premio Golden Reel en la categoría "Mejor Edición de Sonido de Películas para TV" por la película Alvin and the Chipmunks Meet Frankenstein.
- 2008, Jason Lee ganó el Kids' Choice Awards en la categoría de "Película favorita" para la película Alvin y las ardillas.
- 2008, el "Alvin y las ardillas 2007 banda sonora" ganó el American Music Award por "Mejor Banda sonora de la película."
- 2010, Alvin y las ardillas 2 ganó los Kids' Choice Awards "Película favorita" en la categoría.
- 2012, Alvin y las ardillas 3 ganaron Kids' Choice Awards 2012 en la categoría de "Película Favorita".

En total, ganaron cinco premios Grammy, un premio Golden Reel y los tres Kids' Choice Awards.